# Charles Legeyt Fortescue
Charles LeGeyt Fortescue (1876-1936) nació en York Factory (hoy Manitoba) donde el río Hayes ingresa a la bahía de Hudson. En 1898 recibió el título de ingeniero electricista encontrándose entre los primeros graduados del programas de la universidad canadiense de Queen's.
Después de la graduación ingreso a la compañía eléctrica Westinghouse Electric & Manufacturing Company donde realizó toda su carrera profesional. En 1901 ingreso al departamento de transformadores; en esta sección de la empresa donde trabajo en varios problemas en el área e alta tensión. En 1913 publicó en un artículo de la AIEE The Application of a Theorem of Electrostatics to Insulator Problems. En ese mismo año fue coautor de un artículo sobre la medición de disrupción eléctrica entre dos esferas eléctricas (espinterómetro), técnica que es utilizada en los laboratorios de alta tensión en la actualidad.
En otro artículo presentado en 1918 intitulado Method of Symmetrical Co-Ordinates Applied to the Solution of Polyphase Networks demostró el Teorema de Fortescue el cual permite escribir cualquier sistema trifásico desequilibrado como la suma de tres sistemas trifásicos simétricos.
La organización IEEE ofrece un premio con el nombre de Fortescue.